# Alschberg (Wasgau)
Der Alschberg ist ein 430,4 Meter hoher Berg im Pfälzerwald. Er ist vollständig bewaldet.

## Geographie

### Lage
Der Berg befindet sich im Süden der Gemarkung der Ortsgemeinde Bobenthal südsüdöstlich von deren Siedlungsgebiet unweit der Grenze zu Frankreich. Benachbarte Berge sind der Probstberg (297 m) im Osten und der Hasenknopf (423,8 m) im Nordwesten.
Entlang seines Osthanges verläuft die Wieslauter und entlang des Südhanges dessen rechter Nebenfluss Alschbächel. Entlang seines Südfußes befindet die im Jahr 1955 gefasste Quelle Kehr dich an nichts, deren Wasser in das Alschbächel fließt.

### Naturräumliche Zuordnung
Zusammenfassend folgt die naturräumliche Zuordnung des Waltersberges folgender Systematik:
- Großregion 1. Ordnung: Schichtstufenland beiderseits des Oberrheingrabens
- Großregion 2. Ordnung: Pfälzisch-Saarländisches Schichtstufenland
- Großregion 3. Ordnung: Pfälzerwald
- Region 4. Ordnung (Haupteinheit): Wasgau
- Region 5. Ordnung: Oberer Mundatwald

## Verkehr
Entlang seines Osthanges verläuft die Landesstraße 478.

## Tourismus
Entlang seines Osthanges führt der Rundwanderweg Hasenkopf-Runde.